# Hvalfangstmuseet
Hvalfangstmusset (også kendt som Sandefjord Museum) et et museum i Sandefjord i Norge. Museet er en gave til Sandefjord by fra skibsreder og hvalfanger Lars Christensen, søn af skibsreder Christen Christensen. 
Museet åbnede 1917, og dets bygninger, der blev tegnet af Niels Winge Grimnes, var nogle af de første norske museumsbygninger. Lars Christensens plan med museet var at oplyse befolkningen om Antarktis og dets flora og fauna samt om hvalfangstsindustrien. 
Museet er i dag det eneste specialmuseum for hvalfangst i Europa. Museet er især kendt for den zoologiske afdeling, hvor der findes en blåhval i fuld størrelse. I museets historiske afdeling findes udstillinger, der beskriver hvalfangstens historie samt moderne norsk storhvalfangst. Desuden vises der film på museet om norske hvalfangstekspeditioner.
Siden 2009 har det været en del af Vestfoldmuseerne.